# Römische Inschrift in der Galluskirche (Brenz an der Brenz)

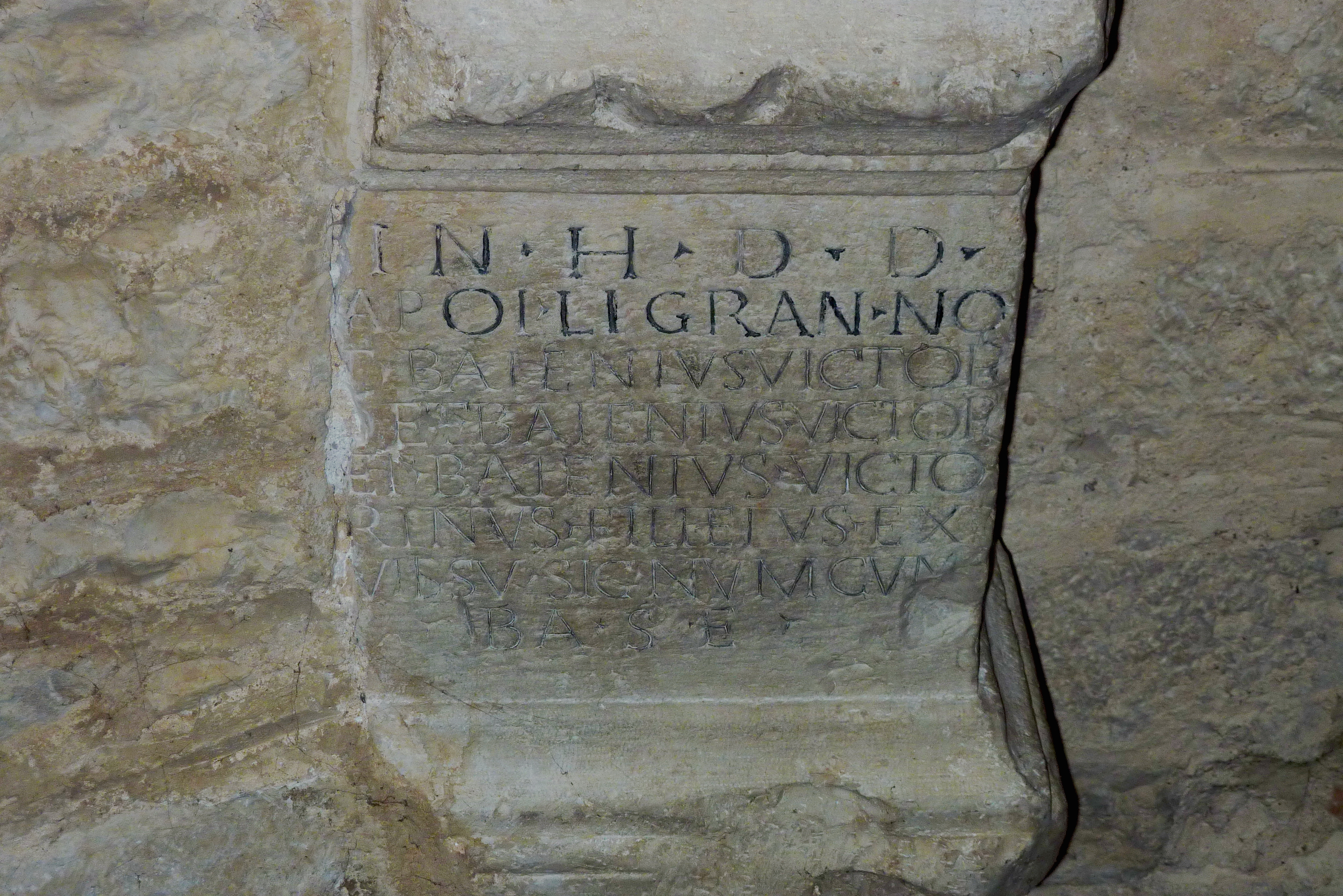
Wiederverwendete Säulenbasis mit Weihinschrift in der Galluskirche

Die Römische Inschrift in der Galluskirche in Brenz an der Brenz, einem Ortsteil von Sontheim an der Brenz im Landkreis Heidenheim in Baden-Württemberg, steht auf einem Kalkstein mit 70 cm Höhe und 42 cm Breite.

## Beschreibung
In der südlichen Seitenapsis ist am Ansatz des linken Apsisbogens eine römische Statuenbasis mit einer Weihinschrift verbaut. Diese  auf den Kopf gestellte Weihinschrift ist dem gallo-römischen Gott Apollo Grannus gewidmet, dem der Apollo-Grannus-Tempel im nahegelegenen Faimingen geweiht war.
Die Inschrift lautet:

„In h(onorem) d(omus) d(ivinae)
Apolli(ni) Grano
Baienius Victor
et Baienius Victorinus fili(i) eius, ex
vissu signum cum
base“

Bei den im Jahr 1964 durchgeführten Ausgrabungen wurden unter der heutigen romanischen Kirche römische Baureste gefunden. Auf einer Fläche von 50 × 30 Metern wurden vier Keller freigelegt. Es wird vermutet, dass hier in römischer Zeit eine villa rustica stand.